# Michelangelo Console
Michelangelo Console (* 24. Juli 1812 in Palermo; † 13. Mai 1897 ebenda) war ein italienischer Botaniker. Sein offizielles botanisches Autorenkürzel lautet „Console“.    

## Leben und Wirken
Michelangelo Console war Professor für Botanik am Botanischen Garten Palermo und arbeitet mit Charles Lemaire zusammen. 1897 beschrieb er die zu den Kakteengewächsen gehörende Gattung Myrtillocactus.

## Ehrentaxon
Charles Lemaire benannte ihm zu Ehren die Gattung Consolea der Pflanzenfamilie der Kakteengewächse (Cactaceae).

## Schriften (Auswahl)
- Su taluni casi morfologici nella famiglia delle Cactaceae. In: Il Naturalista siciliano. Palermo 1883, S. 78–79 (online).
- Myrtillocactus, nuovo genere di Cactaceae. In: Bollettino del Reale Orto Botanico di Palermo. Band 1, Nummer 1, 1897, S. 8–10 (online).

## Nachweise